# آلفرد فوشر
آلفرد چارلز آگوست فوشر مشهور به آلفرد فوشه (۱۹۵۲–۱۸۶۵) دانشمند و باستان‌شناس فرانسوی است که نظریه یونانی بودن مجسمه‌های بودا را مطرح نمود. او را «پدر مطالعات گندهارا» خوانده‌اند، و دانشمندی است که نظرایت اش در مورد بودیسم باستان در شمال غربی شبه قاره هند و منطقه هندوکش بسیار مورد استناد است.

## سفرها
وی اولین برای اولین بار در سال ۱۸۹۵ به شمال شرقی هند در سفر کرد. در سال ۱۹۲۲ از دولت‌های فرانسه و افغانستان از او خواستند که یک هیئت باستان‌شناسی بین افغانستان و فرانسه ترتیب دهد. وی موفق شد و هیئت باستان‌شناسی فرانسه در افغانستان (DAFA) را بوجود آورد.

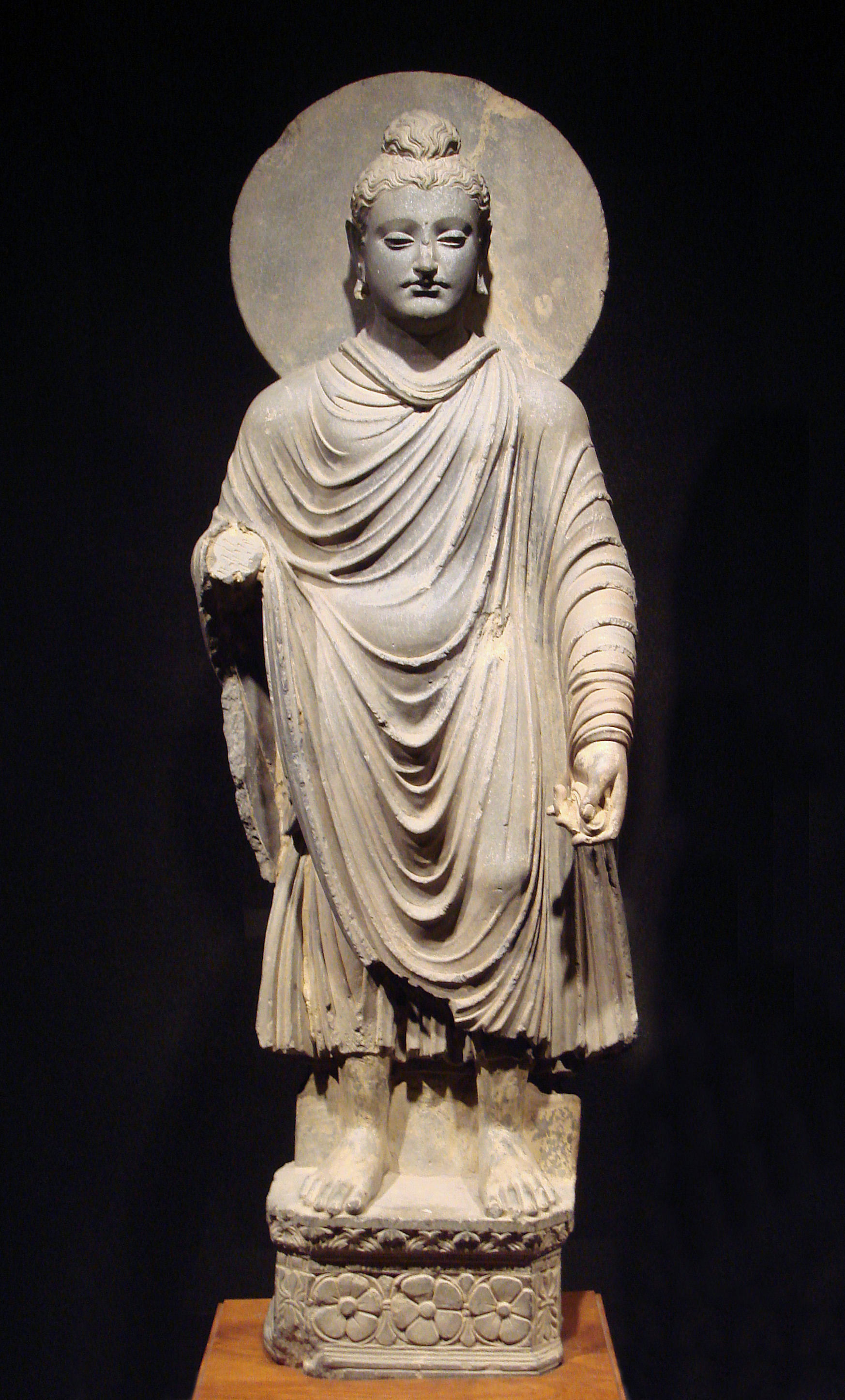
یکی از اولین مجسمه‌های بودا، گندهارا، به سبک و روش ناب یونانی. فوشر چنین مجسمه‌هایی را آثار یونانی قرن ۱ قبل از میلاد می‌داند.

مشهورترین اثر فوشر هنر یونانی بودایی گندهارا است که در آن وی شرح داد که چگونه هنر بودایی قبل از پان-یونانیسم اصولاً ضد آنچه که ما فکر می‌کنیم است. وی بیشتر از اینکه به مجسمه‌ها و تصویرهای بودا بپردازد، به عناصر زندگی بودا تمرکز می‌کند. فوشر استدلال کرد که اولین تصاویر مجسمه‌سازی بودا به شدت تحت تأثیر هنرمندان یونانی قرار گرفته‌است. وی اصطلاح «هنر یونانی و بودایی» را ابداع نمود.
فوشر خصوصاً بوداهای مستقل یونانی را "زیباترین و احتمالاً باستانی‌ترین مجسمه‌های بوداً می‌دانست و آنها را به قرن اول پیش از میلاد مسیح منسوب نموده آنرا نقطه آغازگر مجسمه سازی‌های انسان شناسانه بودا می‌داند ("هنر بودایی گندهارا"، مارشال، ص ۱۰۱).
به دنبال اکتشافات باستان‌شناسی اواسط قرن بیستم دربارهٔ مقرهای تجاری رومی‌ها در جنوب هند، استدلال فوشر به نفع نفوذ روم، بجای یونانی، تجدید نظر گردید.
با وجود این همه اکتشافات جدید باستان‌شناسی در جنوب آسیا (مانند شهر یونانی آی خانم دد افغانستان و کاوش‌های سیرکاپ در پاکستان امروزی) به تمدن‌های غنی یونانی و باختر و هند و یونان در این مناطق اشاره کرده‌است که این امر را سبب احیای نظریه یونانی بودا می‌داند. با این وجود، نظریه اصلی وی مبنی بر اینکه بودا منشأ کلاسیک دارد ثابت می‌باشد. برای استدلال این موضوع جذاب در مقاله فوشر، به آنانده کومرسوامی، «مبدأ تصویر بودا» مراجعه کنید.

## آثار
- "کسمندرا. هنر یونانی بودا ”، سری JA ۲۰/۸، ص. ۱۶۷–۱۷۵؛ ۱۸۹۲
- مطالعه تصویرشناسی بودایی هند از اسناد جدید، پاریس، ۱۹۰۰
- مطالعه تصویرشناسی بودایی هند از متون منتشر نشده، پاریس، ای. لرو، ۱۹۰۵.
- هنر یونانی-بودایی گندهارا. مطالعه در مورد ریشه‌های تأثیر کلاسیک در هنر بودایی در هند و شرق دور، چاپ ۲. [چاپ اول: ۱۹۰۵؛ چاپ دوم در سه جلد است.: ۱۹۱۸، ۱۹۲۲، ۱۹۵۱]، پاریس، موزه ملی (پیفو، ۵ و ۶).
- "یادداشت‌هایی در مورد باستان‌شناسی بودایی: اول، استوپای بورو-بادور. دوم، نقش برجسته‌های بورو-بادور؛ سوم، تصویرشناسی بودایی در جاوا»، بیفو ۹، ص. ۱–۵۰؛ ۱۹۰۹
- "یادداشت‌هایی دربارهٔ برنامه سفر هیوان تسنگ در افغانستان"، مطالعات آسیایی به مناسبت ۲۵ امین سالگرد مدرسه فرانسوی شرق دور، پاریس، جی. وان اویست (بیفو، ۱۹)، ص ۲۵۷–۲۸۴؛ ۱۹۲۶
- بناهای یادبود ساچی، (با همکاری جان مارشال)، ۳ جلد، (مطبوعات دولتی دهلی)؛ ۱۹۳۹
- جاده قدیم هند از باختر به تاکسیلا، (با ای. بازین-فوشر)، ۲ جلد، پاریس، دی. هنر و تاریخ؛ ۱۹۴۲–۴۷ جاده قدیم هند از باختر به تاکسیلا: جلد ۱

جاده قدیم هند از باختر به تاکسیلا: جلد ۲
- عناصر سیستماتیک و منطق هند: خلاصه مباحث (تارکا-سمگراها) آنام-باتا، پاریس، آدرین-میسونو؛ ۱۹۴۹
- زندگی بودا، با توجه به متون و بناهای تاریخی هند، پاریس، پایوت؛ ۱۹۴۹
- زندگی قبلی بودا، با توجه به متون و بناهای تاریخی هند، پاریس، پف؛ ۱۹۵۵